# Blu Volley Werona w europejskich pucharach

## Puchar Challenge w piłce siatkowej mężczyzn (2015/2016)
| Data       | Miejsce          | Przeciwnik          | Wynik                                   | Runda       |
| ---------- | ---------------- | ------------------- | --------------------------------------- | ----------- |
| 11.11.2015 | Werona           | AJ Fonte Bastardo   | 3:0 (25:21, 25:20, 25:13)               | 2. runda    |
| 18.11.2015 | Praia da Vitória | AJ Fonte Bastardo   | 3:1 (25:15, 25:11, 25:27, 25:21)        | 2. runda    |
| 02.12.2015 | Zwolle           | Landstede Volleybal | 3:0 (25:21, 25:10, 25:18)               | 1/16 finału |
| 15.12.2015 | Werona           | Landstede Volleybal | 3:0 (25:22, 25:21, 25:22)               | 1/16 finału |
| 20.01.2016 | Werona           | Galatasaray Stambuł | 3:1 (25:22, 25:22, 23:25, 25:20)        | 1/8 finału  |
| 28.01.2016 | Stambuł          | Galatasaray Stambuł | 3:1 (23:25, 25:22, 25:19, 25:22)        | 1/8 finału  |
| 17.02.2016 | Werona           | Arago de Sète       | 3:2 (25:23, 21:25, 25:20, 23:25, 21:19) | 1/4 finału  |
| 02.03.2016 | Sète             | Arago de Sète       | 3:2 (21:25, 25:20, 25:23, 23:25, 15:13) | 1/4 finału  |
| 16.03.2016 | Werona           | SL Benfica          | 2:3 (25:18, 24:26, 16:25, 25:21, 12:15) | Półfinał    |
| 20.03.2016 | Lizbona          | SL Benfica          | 3:1 (25:15, 19:25, 25:17, 25:14)        | Półfinał    |
| 30.03.2016 | Werona           | Fakieł Nowy Urengoj | 3:2 (25:18, 27:25, 18:25, 23:25, 15:13) | Finał       |
| 03.04.2016 | Nowy Urengoj     | Fakieł Nowy Urengoj | 3:2 (25:20, 18:25, 25:20, 21:25, 15:6)  | Finał       |

## Puchar CEV w piłce siatkowej mężczyzn (2017/2018)
| Data       | Miejsce     | Przeciwnik            | Wynik                                   | Runda       |
| ---------- | ----------- | --------------------- | --------------------------------------- | ----------- |
| 06.12.2017 | Kraljevo    | OK Ribnica Kraljevo   | 3:0 (25:17, 25:15, 25:19)               | 1/16 finału |
| 20.12.2017 | Werona      | OK Ribnica Kraljevo   | 3:1 (25:16, 25:21, 23:25, 25:12)        | 1/16 finału |
| 17.01.2018 | Liberec     | Dukla Liberec         | 3:1 (23:25, 25:21, 25:12, 25:19)        | 1/8 finału  |
| 31.01.2018 | Werona      | Dukla Liberec         | 3:0 (25:19, 25:16, 28:26)               | 1/8 finału  |
| 14.02.2018 | Werona      | Montpellier UC        | 3:1 (26:24, 27:25, 22:25, 25:22)        | 1/4 finału  |
| 27.02.2018 | Montpellier | Montpellier UC        | 3:1 (18:25, 25:17, 25:18, 26:24)        | 1/4 finału  |
| 13.03.2018 | Werona      | Ziraat Bankası Ankara | 1:3 (25:18, 22:25, 21:25, 20:25)        | 1/2 finału  |
| 20.03.2018 | Ankara      | Ziraat Bankası Ankara | 3:2 (25:20, 25:20, 20:25, 24:26, 15:11) | 1/2 finału  |